# 左營新庄仔太陽宮
新庄仔太陽宮，位於高雄市左營區新庄仔的一間太陽公廟，主奉太陽星君（太陽公）。

## 歷史沿革
民前七十五年間高雄市桃仔園地方信士等二十六人為了祭拜太陽星君，於是組織太陽公會並雕刻太陽星君神像，每年選出爐主並供奉太陽星君神像在爐主宅中供太陽公會會員參拜，至民國二十八年（公元1939年），日本人將桃仔園劃為軍區後，有一半太陽公會會員遷移到鼓山內惟地區，一半遷移到左營新庄仔地區，即使已分隔兩地，每年太陽星君壽誕，太陽公會會員還是會到爐主家中祝壽。
但由於每年太陽公聖誕日太陽公會會員都要內惟和新庄仔兩地跑，殊感不便，在民國五十年由當年爐主林清水提議在雕刻一尊太陽星君神像分為兩處奉祀，經全體會員同意後請示太陽星君賜杯，結果以原來舊金身隨新爐新雕刻金身隨舊爐兩地奉祀。新庄仔之會員請到了新雕刻金身與舊爐，起先奉祀於新庄仔福德祠，寄奉祀在新庄仔福德祠之太陽星君神靈顯赫信徒日益增多，於是在新庄仔的會員乃提議建廟奉祀太陽公，於民國六十一年（公元1972年）募款購地，民國六十二年二月十五日當年之爐主王連印為代表人向政府申請太陽宮於現址由各會員和信徒熱心奉獻，於同年十月建廟完成入火安座。

## 圖輯

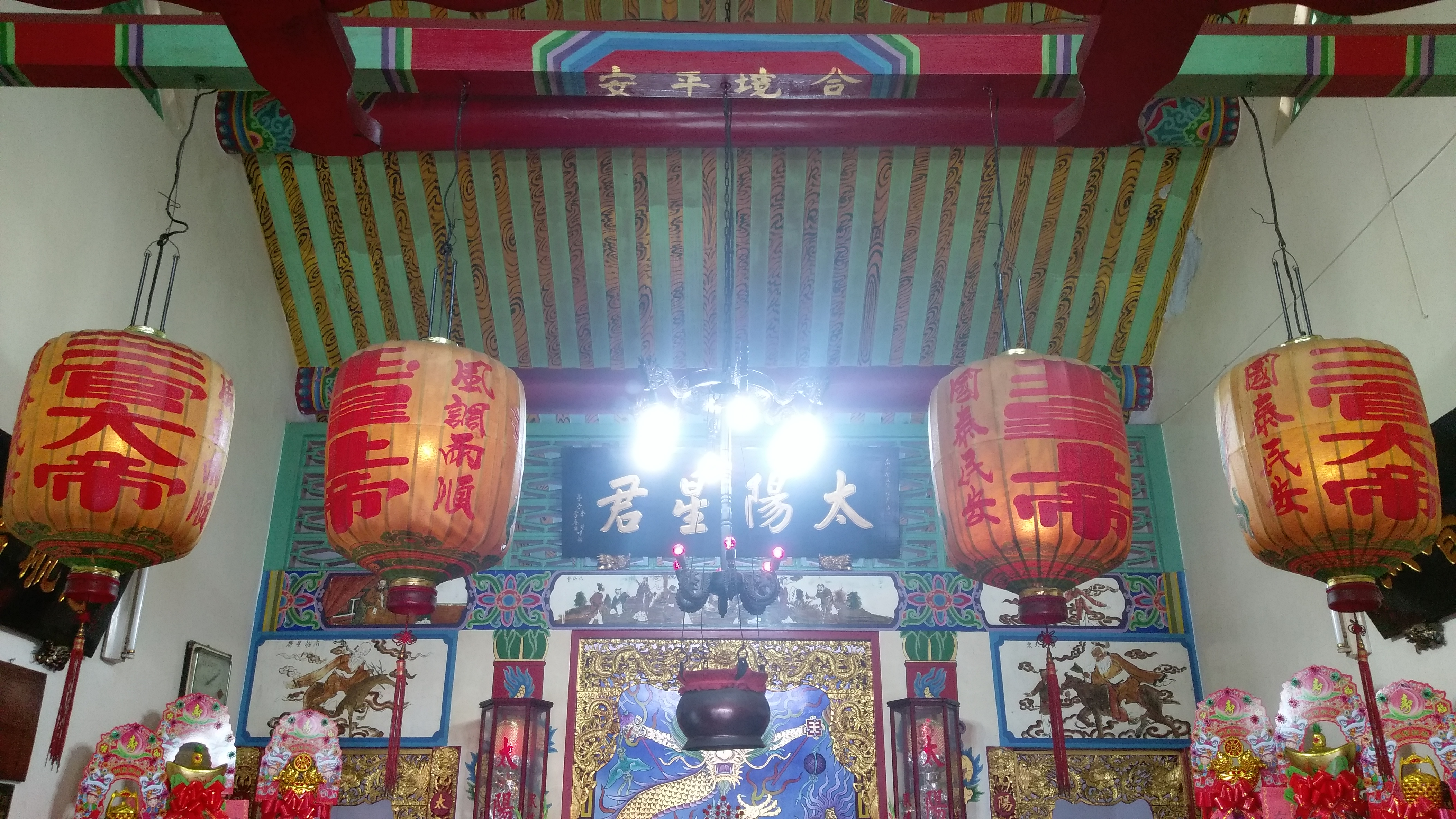
左營新庄子太陽宮懸吊式香爐與玉皇上帝和三官大帝燈籠
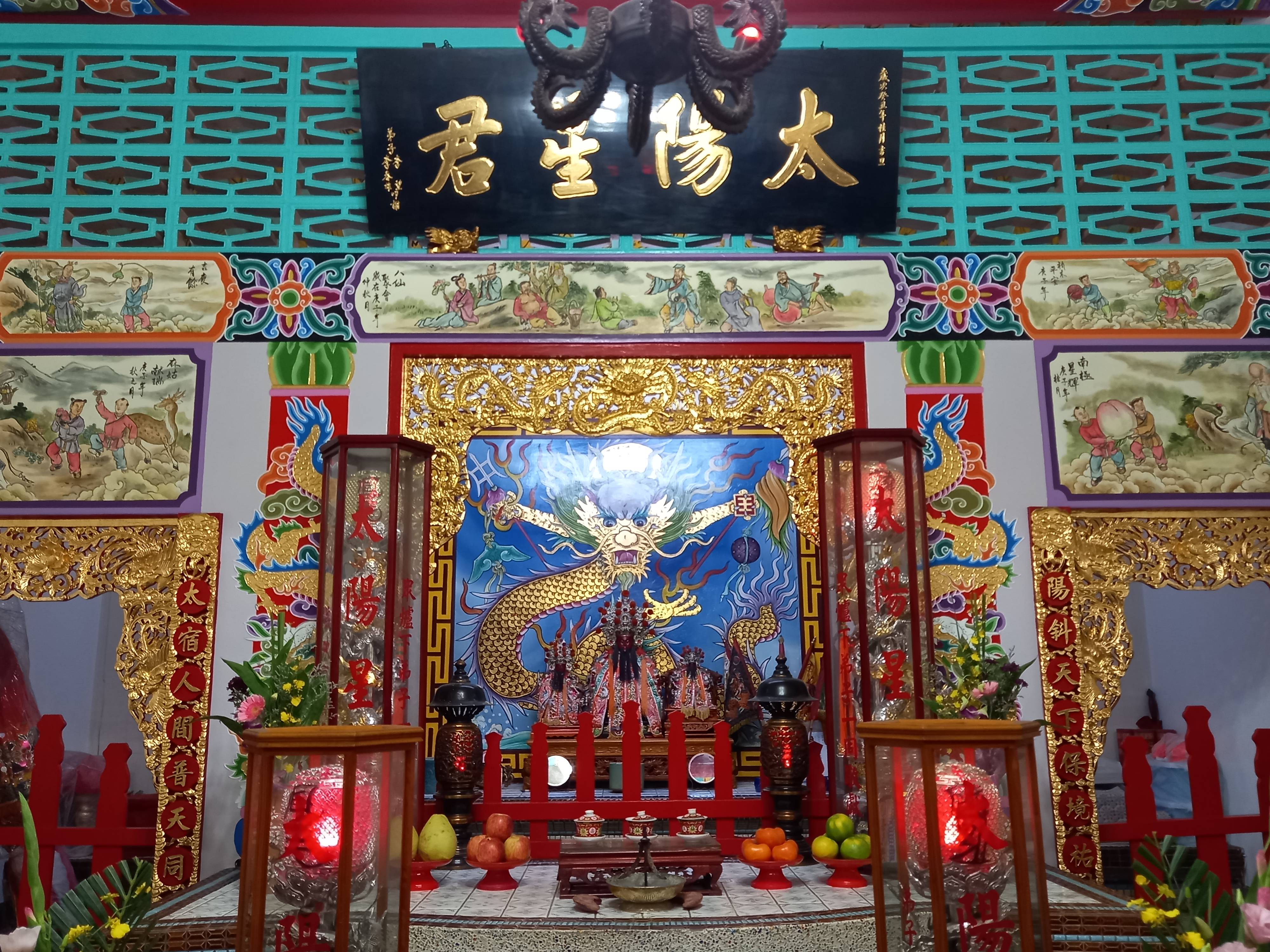
左營新庄仔太陽宮神龕與太陽星君神像
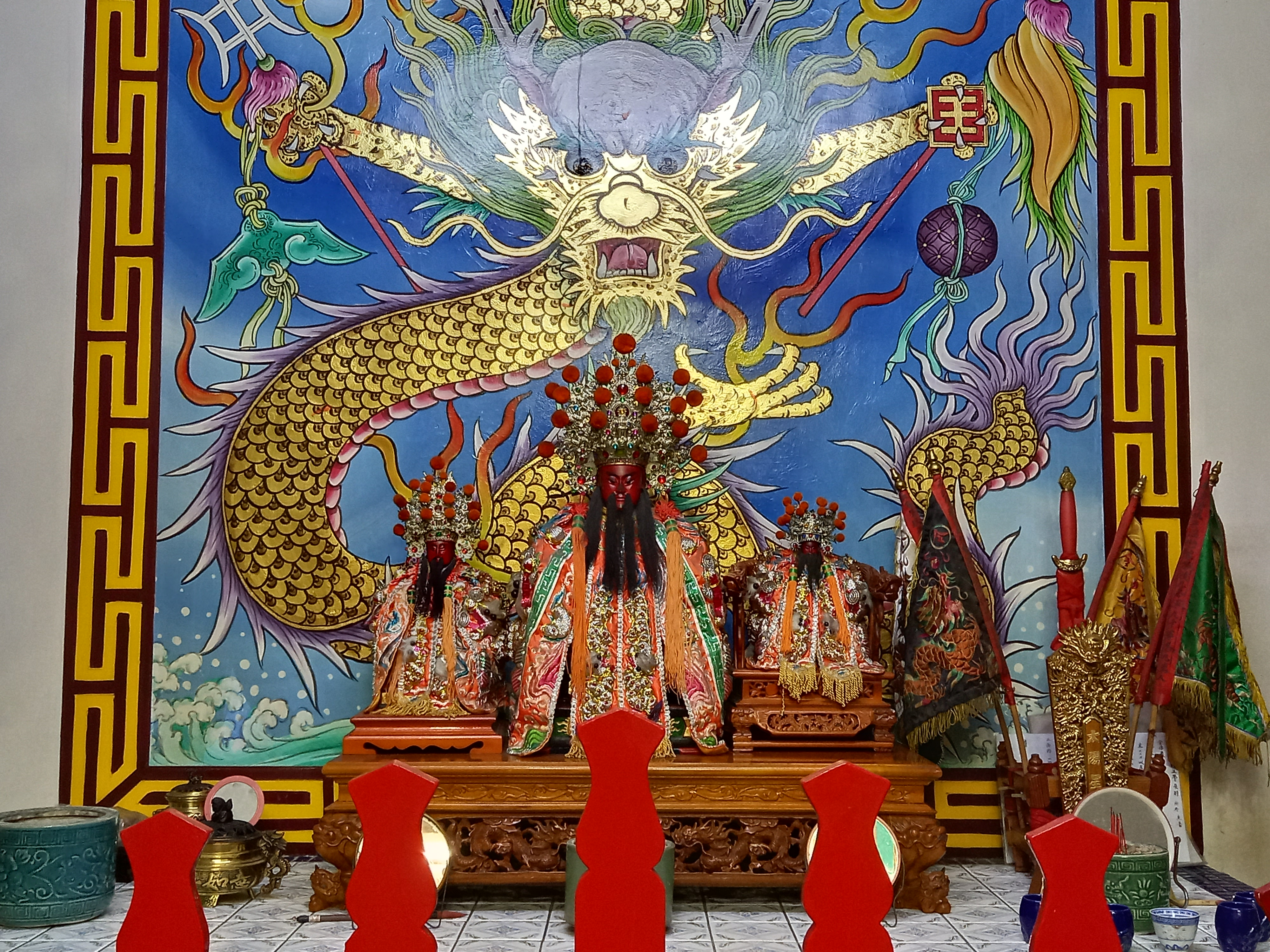
新庄子太陽宮太陽星君神像、令牌和五營旗